# Essa é a Cena
Essa é a Cena é o quarto álbum produzido pelo grupo de rap brasileiro DMN. Foi lançado em 2003. Contém 12 músicas, descritas mais abaixo:

## Faixas
1. Riscando Na Rima
2. Jão (part. LF)
3. Essa É A Cena (part. Lino Crizz)
4. Chove Lá Fora
5. Descaso
6. Pra Você Preta
7. Balada
8. Talvez Eu Seja
9. Fim Do Sonho
10. Vivendo No Limite
11. Stress
12. A Selva